# Eichberg (Mainleus)
Eichberg (oberfränkisch: Aachbärch) ist ein Gemeindeteil des Marktes Mainleus im Landkreis Kulmbach (Oberfranken, Bayern). Eichberg liegt in der Gemarkung Schwarzach bei Kulmbach.

## Geografie
Der Weiler Eichberg liegt am südöstlichen Abhang des Bohlenberges, eines Zeugenbergs im Nordosten Oberfrankens, der das Tal des Mains um beinahe 150 Höhenmeter überragt. Bei dem Weiler handelt es sich nicht um eine kompakte Ortschaft, sondern er besteht aus mehreren voneinander isoliert gelegenen Siedlungsteilen, deren Höhenunterschied bis zu 60 Meter beträgt. Die Nachbarorte sind Eben im Nordosten, Schwarzholz bei Danndorf im Ostnordosten, Ködnitzerberg im Osten, Schwarzholz bei Rothwind im Südosten, Rothwind im Süden, Mainroth im Südwesten und Gärtenroth im Nordnordwesten. Eichberg ist von dem viereinhalb Kilometer entfernten Mainleus aus zunächst über die Bundesstraße 289 und danach über eine Gemeindeverbindungsstraße erreichbar, die am westlichen Ortsrand des Dorfes Rothwind von dieser abzweigt.

## Geschichte
Der Ort wurde 1695 als „Aichberg“ erstmals schriftlich erwähnt. Der zugrundeliegende Flurname bezeichnet einen mit Eichen bestandenen Berg.
Bis zur Gebietsreform in Bayern war Eichberg ein Gemeindeteil der Gemeinde Mainroth im Altlandkreis Lichtenfels. Die Gemeinde Mainroth hatte 1970 insgesamt 1371 Einwohner, davon 40 in Eichberg. Als die Gemeinde Mainroth mit der bayerischen Gebietsreform am 1. Januar 1977 aufgelöst wurde, wurde Eichberg zu einem Gemeindeteil des Marktes Mainleus, während der Gemeindehauptort Mainroth in die Stadt Burgkunstadt eingemeindet wurde.